# Mitchell, South Dakota
Mitchell är administrativ huvudort i Davison County i South Dakota. Orten har fått sitt namn efter järnvägsdirektören Alexander Mitchell. Enligt 2010 års folkräkning hade Mitchell 15 254 invånare.